# Cerinthe tristis
Cerinthe tristis là loài thực vật có hoa trong họ Mồ hôi. Loài này được Teyber publ. 1914 mô tả khoa học đầu tiên năm 1913.